# Pfalzgreve
En pfalzgreve (tysk Pfalzgraf, engelsk count palatine, latin comes palatinus: "greve fra paladset") var en høj embedsmand i de frankiske og tyske kongers tjeneste. Han var kongens stedfortræder og forvalter af en pfalz (latin: palatium, palads) dvs. en kongsgård, hvor kongerne fra karolingisk tid opholdt sig og udøvede deres funktion som dommere.
Titlen "pfalzgreve" tilkom senere medlemmer af fyrsteslægten i pfalzgrevskabet ved Rhinen. Pfalzgreverne arvede fra begyndelsen ikke deres værdighed; men da det senere blev tilfældet, blev de efterhånden mere eller mindre mægtige vasaller (i lighed med andre rigsumiddelbare fyrster), medens dommerhvervet gik til jurister.
Pfalzgreverne i Aachen dømte efter frankisk ret, og pfalzgreverne i Magdeburg dømte efter saksisk ret. De opnåede begge tidligt en langt større anseelse end deres kolleger, der forsvandt, efterhånden som deres len opløses. Pfalzgreverne i Aachen gav navn til en hel provins. De bevarede titlen som "Pfalzgreve ved Rhinen" for deres hus (Pfalzgraf bei Rhein) til udgangen af 18. århundrede – selv efter at de var blevet mægtige lensfyrster. Derimod mistede pfalzgreverne i Magdeburg, "de saksiske Pfalzgrever", al betydning omkring 1350 og nævnes ikke siden.
Fra slutningen af Middelalderen blev pfalzgreveværdigheden en tom titel, der kun medførte rettigheder af formel natur (udnævnelse af notarer, uddeling af våbenbreve og lignende), og kejserne skænkede den til retslærde, digtere og andre litterære personer. Til sidst i så stor almindelighed, at ingen brød sig om den.

## Pfalzgrever ved Rhinen
I modsætning til livstidstitlen som pfalzgreve blev den arvelige titel som "pfalzgreve ved Rhinen" (tysk: Pfalzgraf bei Rhein) en prestigefyldt titel.
I 1214 blev en prins fra det bayerske fyrstehus Wittelsbach fyrste af Rhinpfalz. Han antog titlen "pfalzgreve ved Rhinen".
Rhinpfalz blev et kurfyrstedømme i 1356. Herefter blev titlen "pfalzgreve ved Rhinen" benyttet både af de pfalziske kurfyrster og af alle andre rhinfalziske prinser.
Med korte afbrydelser regerede Wittelsbacherne i Rhinpfalz indtil 1918. I 1815 blev Rhinpfalz en provins i Kongeriget Bayern. Efter anden verdenskrig afstod Bayern størstedelen af Rhinpfalz til Rheinland-Pfalz, mens en lille del blev overtaget af Saarland.
Oberpfalz, der ligger langt væk fra Rhinen, er stadig en af Bayern. Oberpfalz ligger ved Donau og grænser op til Tjekkiet.